# Smöoy
Smooy es una empresa española dedicada a la fabricación y venta de yogur helado sin gluten, elaborado de forma instantánea. Está radicada en la Ciudad de Murcia y la marca pertenece a Softy Cream Franquicias S.L.U..

## Historia
smöoy comenzó su actividad en el mercado en junio de 2010, fundada por Nuria, Mª Elena, Almudena y Javier Martínez Sirvent, hermanos pertenecientes a la cuarta generación de una familia de artesanos heladeros. Los primeros establecimientos se abrieron en Murcia y Alicante, y posteriormente fueron ampliando fronteras, abriendo nuevos establecimientos bajo la modalidad de franquiciados.
En junio de 2011, con un año de vida, smöoy había facturado 6 millones de Euros. Además la red de franquiciados iba creciendo con nuevas aperturas en Galicia, Islas Canarias, Madrid y Valencia. En octubre de 2012, con la apertura de las ciudades de Sevilla, Palma de Mallorca, Vitoria, Pamplona y Zamora Smooy certifica su presencia en todas las comunidades autónomas de España. Con la expansión por toda España, la empresa murciana tradujo todas las cartas a Braile para facilitar el acceso a discapacitados con problemas de visión total o parcial. 
Ese mismo año firmaron un acuerdo con un grupo empresarial Indio para abrir en el país asiático 200 establecimientos en 3 años.
2013 será para Smöoy el año del salto internacional. Se abrieron los países de Arabia Saudí, Ecuador, Perú y Noruega [ref 32] además de Argelia. Ese mismo año en junio de 2013 Smooy recibe de manos de la Cámara de Comercio de Murcia el premio a la mejor empresa de servicios. 2013 fue también el año de crecimiento en todos los sentidos, como quedó demostrado en su primera convención anual realizada en octubre de ese mismo año, donde reunieron a los 120 franquiciados que hasta el momento eran propietarios de una de las franquicias de Smooy. El entonces Consejero de Empresas e Innovación, Industria, Universidades y antiguo Rector de la Universidad de Murcia D. José Ballesta fue el encargado de clausurar el Congreso. 
En 2014 se continuó con la expansión internacional, abriendo los mercados de Perú, Panamá  y nuevas franquicias en Arabia Saudí y Ecuador. Una de las franquicias más emblemáticas fue la que se abrió en febrero de ese mismo año en la madrileña Puerta del Sol. En junio de 2014 también se abrió Tánger. y antes de final de año, la empresa murciana contaba con 4 franquicias en Marruecos: dos en Tánger, Marrakech y Casablanca. El mercado asiático se consolidaría finalmente con la apertura de China a finales de 2014.
2014 fue un año de consolidación y mejora de la cuota de mercado internacional. Se cerró el año con una facturación de 43 millones de euros y daba trabajo a 500 personas. y fue nominado junto con VOptica al premio emprendedor XXI.
Con parte de Asia cubierta y también América Latina, el próximo paso sería Europa, fue así como en 2015 se abrió la primera franquicia europea fuera de España. El lugar elegido: Reino Unido.

## Travesía por el Atlántico
A principios del año 2015 Smöoy se convertía en patrocinador principal e impulsor de la primera travesía a remo que cruzaría el océano Atlántico. Se trataría de 2 bomberos del Consorcio de Extinción de Incendios y Salvamento de la Región de Murcia: Emilio Hernández Carmona y José González García, quienes lograron cruzar el océano Atlántico haciendo un total de 5 000 km sin más ayuda que la de sus brazos. Tardaron un total de 60 días en llegar a destino, la isla de Martinica en el Caribe, bajo condiciones muy adversas.